# 8. SS-Kavallerie-Division „Florian Geyer“
Die 8. SS-Kavallerie-Division „Florian Geyer“ war eine Kavallerie-Division der Waffen-SS im Zweiten Weltkrieg, die zu großen Teilen aus Volksdeutschen aufgestellt wurde.

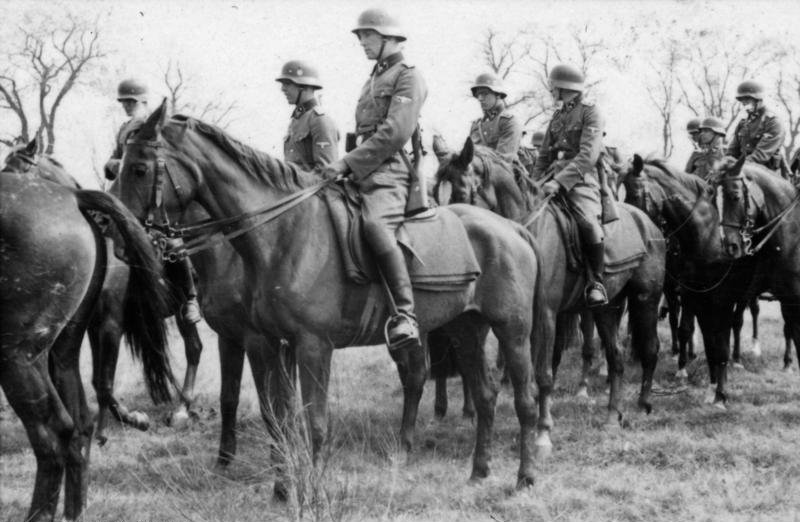
SS-Kavallerie-Brigade in Russland, 1941

## Geschichte

### Vorgeschichte
Bereits im November 1939 wurde aus Angehörigen der Reiter-SS eine SS-Kavallerie-Einheit, die SS-Reiterstandarte „Totenkopf“, unter Hermann Fegelein gebildet. 

#### SS-Reiterstandarte Totenkopf - Polen 1939
Diese unterstand dem Chef der Ordnungspolizei Kurt Daluege und wurde zur „Sicherung“ des polnischen Hinterlandes nach dem Überfall auf Polen eingesetzt. De facto bedeutete dies die Terrorisierung der polnischen Bevölkerung und die Ermordung jüdischer Einwohner.

#### SS-Totenkopf-Reiter-Standarten
Im Mai 1940 wurde die Standarte geteilt in die SS-Totenkopf-Reiter-Standarten 1 und 2, die im Februar 1941 in SS-Kavallerie-Regimenter umbenannt wurden. Wenig später wurden sie dem im Vorfeld des Überfalls auf die Sowjetunion gebildeten Kommandostab RFSS unterstellt.

#### Unternehmen Barbarossa
Als solche waren sie nach dem Beginn der Kampfhandlungen an der Ostfront mit der „Säuberung“ des rückwärtigen Gebiets der Heeresgruppe Mitte beauftragt. Diese „Säuberungen“ waren nichts anderes als die gezielte Ermordung der jüdischen Einwohner sowie anderer „verdächtiger Elemente“, insbesondere versprengter Rotarmisten, kommunistischer Funktionäre und sogenannter „Banditen“.

#### SS-Kavallerie-Brigade
Im September 1941 wurden beide Regimenter in der SS-Kavallerie-Brigade zusammengefasst, die durch Unterstützungseinheiten ergänzt wurde. 

#### Rschew 1941
Ab Dezember 1941 wurde die Brigade bei der Schlacht um Moskau im Raum Rschew eingesetzt, wo sie erstmals ernsthafte Verluste erlitt. Bis Frühjahr 1942 war die Brigade auf eine Kampfgruppe von etwa 700 Mann geschrumpft, die zur Auffrischung in das Generalgouvernement verlegt wurde.

### Aufstellung SS-Kavallerie-Division
Unter Hinzufügung eines dritten Regiments, wofür zahlreiche rumänische Volksdeutsche rekrutiert wurden, wurde zwischen Juni und September 1942 auf dem Truppenübungsplatz Debica bei Krakau die SS-Kavallerie-Division aufgestellt. 

#### Einsatz bei der Heeresgruppe Mitte
Sie wurde zunächst der Heeresgruppe Mitte zugeteilt und bis April 1943 bei Rschew und Orjol eingesetzt, bevor sie zur Auffrischung abkommandiert wurde. 

#### Partisanenbekämpfung Sommer 1943
Zwischen Juni und August wurde die Division zur Partisanenbekämpfung eingesetzt, danach an den Dnepr verlegt.
Am 22. Oktober 1943 erfolgte die Umbenennung in 8. SS-Kavallerie-Division.

#### Abwehrkämpfe am Dnepr
Während der weiteren Kämpfe im Rahmen der Schlacht am Dnepr wurde die Division schwer in Mitleidenschaft gezogen und im Dezember aus der Front genommen. 

#### Auffrischung in Kroatien
Es folgte die Verlegung in den Raum Osijek in Kroatien, wo die Division aufgefrischt und auf eine neue Verwendung vorbereitet wurde. Dabei wurde ihr auch das neuaufgestellte SS-Kavallerie-Regiment 18 unterstellt, während das SS-Kavallerie-Regiment 17 Anfang 1944 zur Aufstellung der 22. SS-Freiwilligen-Kavallerie-Division abgegeben wurde.

#### Besetzung Ungarns
Im März 1944 nahm die Division an der Besetzung Ungarns teil und erhielt am 17. März 1944 den Ehrennamen „Florian Geyer“, nach dem Heerführer aus den Bauernkriegen.
Der Panzerjäger-Abteilung der Division wurden im August 1944 für eine Neuausrüstung neunundzwanzig Jagdpanzer 38 zugeteilt.

#### Abwehrkämpfe in Siebenbürgen
Im September wurde sie wieder an die mittlerweile in Siebenbürgen verlaufende Front verlegt, wo sie der 6. Armee der Heeresgruppe Südukraine unterstellt wurde. 

#### Rückzug nach Ungarn
Ab Oktober musste sie sich mit dieser nach Ungarn zurückziehen und erreichte im November Budapest, wo sie im Dezember zusammen mit weiteren deutschen und ungarischen Einheiten im Zuge der Schlacht um Budapest eingeschlossen wurde.

#### Vernichtung und Verwendung der Divisionsreste
Nach der Vernichtung des Großteils der Division beim Fall von Budapest am 12. Februar 1945 wurden die außerhalb des Kessels befindlichen Divisionsteile zur Aufstellung der 37. SS-Freiwilligen-Kavallerie-Division „Lützow“ eingesetzt.

## Kriegsverbrechen
Insbesondere während des Einsatzes zur „Bandenbekämpfung“ im besetzten Osteuropa werden den Einheiten der SS-Kavallerie-Division zahlreiche Kriegsverbrechen zugeschrieben. So hat eine Abteilung der (damals) SS-Kavallerie-Brigade zwischen dem 1. und 12. August 1941 beim Einsatz in den Prypjatsümpfen über 14.000 Juden ermordet. Am 7. August 1941 meldete die Brigade 7819 getötete (ermordete) Juden in der Gegend von Minsk.

## Zusammensetzung
Die Division bestand zu 40 Prozent aus Volksdeutschen, was sich in der Beurteilung ihrer Zuverlässigkeit negativ niederschlug.

## Gliederung
| SS-Kavallerie-Division (1942)                                                    | 8. SS-Kavallerie-Division (22. Oktober 1943)                                                                    |
| -------------------------------------------------------------------------------- | --- |
| - SS-Kavallerie-Regiment 1 - SS-Kavallerie-Regiment 2 - SS-Kavallerie-Regiment 3 | - SS-Kavallerie-Regiment 15 - SS-Kavallerie-Regiment 16 - SS-Kavallerie-Regiment 17 - SS-Kavallerie-Regiment 18 |
| - SS-Artillerie-Regiment (Kavallerie-Division)                                   | - SS-Artillerie-Regiment 8                                                                                      |
| - SS-Radfahr-Abteilung (Kavallerie-Division)                                     | - SS-Radfahr-Aufklärungs-Abteilung 8                                                                            |
| - SS-Panzerjäger-Abteilung (Kavallerie-Division)                                 | - SS-Panzerjäger-Abteilung 8                                                                                    |
| - SS-Flak-Abteilung (Kavallerie-Division)                                        | - SS-Flak-Abteilung 8                                                                                           |
| - SS-Nachrichten-Abteilung (Kavallerie-Division)                                 | - SS-Nachrichten-Abteilung 8                                                                                    |
| - SS-Pionier-Bataillon (Kavallerie-Division)                                     | - SS-Pionier-Bataillon 8                                                                                        |
| - SS-Sturmgeschütz-Batterie (Kavallerie-Division)                                | - SS-Sturmgeschütz-Batterie 8                                                                                   |
| - SS-Feldersatz-Bataillon (Kavallerie-Division)                                  | - SS-Feldersatz-Bataillon 8                                                                                     |

## Kommandeure
- 1. September 1941 bis Mai 1942: SS-Standartenführer Hermann Fegelein
- Mai 1942 bis 15. Februar 1943: SS-Brigadeführer und Generalmajor der Waffen-SS Wilhelm Bittrich
- 15. Februar bis 19. April 1943: SS-Standartenführer Fritz Freitag
- 19. April bis 14. Mai 1943: SS-Brigadeführer und Generalmajor der Waffen-SS Hermann Fegelein
- 13. September bis 22. Oktober 1943: SS-Gruppenführer und Generalleutnant der Waffen-SS und Polizei Bruno Streckenbach
- 22. Oktober 1943 bis 1. Dezember 1944: SS-Gruppenführer und Generalleutnant der Waffen-SS Hermann Fegelein
- 10. Januar bis 1. April 1944: SS-Gruppenführer und Generalleutnant der Waffen-SS und Polizei Bruno Streckenbach
- 1. April 1944 bis 11. Februar 1945: SS-Brigadeführer und Generalmajor der Waffen-SS Joachim Rumohr

## Bekannte Divisionsangehörige
- Alfred Driemel (1907–1947), war im KZ Buchenwald, im KZ Sachsenhausen sowie im KZ Stutthof in leitenden Funktionen eingesetzt
- Gerhard Fischer (1908–1994), war ein NSDAP-Kommunalpolitiker und Landrat von Oldenburg in Holstein
- Edwin Jung (1907–1966), war Mediziner und diente als SS-Arzt im Konzentrationslager Dachau
- Eberhard von Künsberg (1909–1945), war ein Jurist und Diplomat
- Wilhelm Landig (1909–1997), war Buchautor eine Romantrilogie über den Thule-Mythos
- Gustav Lombard (1895–1992), war ein verurteilter Kriegsverbrecher
- Bruno Streckenbach (1902–1977), war ein verurteilter Kriegsverbrecher
- Karl-Heinz Teuber (1907–1961), war Leiter der Zahnstation im KZ Dachau und im KZ Auschwitz
- Antoine Touseul (1921–1991), war ein verurteilter Kriegsverbrecher